# Ranchi (huyện)
Huyện Ranchi là một huyện thuộc bang Jharkhand, Ấn Độ. Thủ phủ huyện Ranchi đóng ở Ranchi. Huyện Ranchi có diện tích 7974 ki lô mét vuông. Đến thời điểm năm 2001, huyện Ranchi có dân số 2783577 người.